# UFC Fight Night: Moreno vs. Albazi
UFC Fight Night: Moreno vs. Albazi (conosciuto anche come UFC Fight Night 246, UFC on ESPN + 104) è stato un evento di arti marziali miste tenuto dalla Ultimate Fighting Championship il 2 novembre 2024 al Rogers Place di Edmonton, in Canada.

## Risultati
|                  | Divisione            |                      |                 |                      | Metodo                                      | Round           | Tempo           | Premio          |
| Card Principale  | Card Principale      | Card Principale      | Card Principale | Card Principale      | Card Principale                             | Card Principale | Card Principale | Card Principale |
| ---------------- | -------------------- | -------------------- | --------------- | -------------------- | ------------------------------------------- | --------------- | --------------- | --------------- |
|                  | Pesi mosca           | Brandon Moreno       | batte           | Amir Albazi          | Decisione unanime (49–46, 50–45, 50–45)     | 5               | 5:00            |                 |
|                  | Pesi mosca femminili | Erin Blanchfield     | batte           | Rose Namajunas       | Decisione unanime (48–47, 48–47, 48–47)     | 5               | 5:00            |                 |
|                  | Pesi mediomassimi    | Brendson Ribeiro     | batte           | Caio Machado         | Decisione non unanime (29–28, 28–29, 29–28) | 3               | 5:00            |                 |
|                  | Pesi mosca femminili | Jasmine Jasudavicius | batte           | Ariane da Silva      | Sottomissione (brabo choke)                 | 3               | 2:28            | POTN            |
|                  | Pesi medi            | Dustin Stoltzfus     | batte           | Marc-André Barriault | KO (pugni)                                  | 1               | 4:28            | POTN            |
|                  | Pesi welter          | Mike Malott          | batte           | Trevin Giles         | Decisione unanime (30–27, 29–28, 29–28)     | 3               | 5:00            |                 |
| Card Preliminare |                      |                      |                 |                      |                                             |                 |                 |                 |
|                  | Pesi gallo           | Aiemann Zahabi       | batte           | Pedro Munhoz         | Decisione unanime (30–27, 29–28, 29–28)     | 3               | 5:00            |                 |
|                  | Pesi gallo           | Charles Jourdain     | batte           | Victor Henry         | Sottomissione (guillotine choke)            | 2               | 3:43            | POTN            |
|                  | Pesi piuma           | Youssef Zalal        | batte           | Jack Shore           | Sottomissione (arm-triangle choke)          | 2               | 0:59            | POTN            |
|                  | Pesi massimi         | Alexander Romanov    | batte           | Rodrigo Nascimento   | Decisione unanime (30–27, 30–27, 30–27)     | 3               | 5:00            |                 |
|                  | Pesi gallo           | Serhiy Sidey         | batte           | Garrett Armfield     | Decisione non unanime (28–29, 29–28, 29–28) | 3               | 5:00            |                 |
|                  | Pesi gallo           | Cody Gibson          | batte           | Chad Anheliger       | Decisione unanime (30–27, 30–27, 30–26)     | 3               | 5:00            |                 |
|                  | Pesi mosca femminili | Jamey-Lyn Horth      | batte           | Ivana Petrović       | Decisione non unanime (30–27, 28–29, 29–28) | 3               | 5:00            |                 |

## Premi
I lottatori premiati ricevettero un bonus di 50.000 dollari.
Legenda:
- FOTN: Fight of the Night (vengono premiati entrambi gli atleti per il miglior incontro dell'evento)
- POTN: Performance of the Night (viene premiato il vincitore per la migliore performance dell'evento)